# Ehrenliga Saarland 1950-1951
L'edizione 1950-51 della Ehrenliga Saarland è stato il terzo campionato di massimo livello della Saarland.

## Classifica finale
|  |     | Ehrenliga Saarland 1948-49  | Pt | G  | V | N | P | GF | GS | DR  |
|  | --- | --------------------------- | -- | -- | - | - | - | -- | -- | --- |
|  | 1.  | Saarbrücken II              | 39 | 26 | ? | ? | ? | 81 | 38 | +43 |
|  | 2.  | Merchweiler                 | 33 | 26 | ? | ? | ? | 55 | 41 | +14 |
|  | 3.  | Sankt-Ingbert               | 33 | 26 | ? | ? | ? | 58 | 45 | +13 |
|  | 4.  | Röchling Völklingen         | 30 | 26 | ? | ? | ? | 45 | 40 | +5  |
|  | 5.  | Viktoria Hühnerfeld         | 29 | 26 | ? | ? | ? | 55 | 47 | +8  |
|  | 6.  | Saar 05                     | 28 | 26 | ? | ? | ? | 62 | 52 | +10 |
|  | 7.  | Homburg                     | 27 | 26 | ? | ? | ? | 36 | 42 | -6  |
|  | 8.  | Dudweiler                   | 26 | 26 | ? | ? | ? | 64 | 47 | +17 |
|  | 9.  | Bor. Neunkirchen II         | 26 | 26 | ? | ? | ? | 50 | 39 | +11 |
|  | 10. | Sportfreunde 05 Saarbrücken | 26 | 26 | ? | ? | ? | 47 | 49 | -2  |
|  | 11. | Mittelbexbach               | 25 | 26 | ? | ? | ? | 47 | 47 | 0   |
|  | 12. | Altenkessel                 | 17 | 26 | ? | ? | ? | 37 | 60 | -23 |
|  | 13. | FC Ensdorf                  | 13 | 26 | ? | ? | ? | 33 | 82 | -49 |
|  | 14. | Friedrichsthal              | 12 | 26 | ? | ? | ? | 37 | 87 | -50 |

NOTA: Facendo la somma di tutte le differenze reti si può vedere come essa non sia 0, infatti è -9. Probabilmente l'errore sta nel non aver attribuito al Völklingen la segnatura di ulteriori 9 reti (in tal caso i gol segnati dal Völklingen non sarebbero 45 ma 54) oppure nell'aver attribuito al Friedrichsthal 9 reti subite in più (in tal caso i gol subiti dal Friedrichsthal non sarebbero 87 ma 78).

Se fosse vera la prima affermazione significherebbe che durante il campionato sono stati segnati 716 gol (invece di 707), questo risultato porterebbe una media di 3,93 reti segnate per partita (invece di 3,88).

### Verdetti
- Saarbrücken II Campione della Saarland 1950-51.
- Ensdorf e Friedrichsthal retrocesse nel Campionato di Seconda Divisione.

## Record

### Club
- Migliore attacco:  Saarbrücken II[1] (81 gol fatti)
- Miglior difesa:  Saarbrücken II[1] (38 gol subiti)
- Miglior differenza reti:  Saarbrücken II[1] (+43)
- Peggior attacco:  FC Ensdorf (33 gol fatti)
- Peggior difesa: Friedrichsthal (87 gol subiti)
- Peggior differenza reti: Friedrichsthal  (-50)